# 莫羅吉夫卡
50°38′57″N 29°6′8″E / 50.64917°N 29.10222°E
莫羅吉夫卡（烏克蘭語：Морогівка）是烏克蘭北部的村莊，隸屬日托米爾州的日托米爾區。該村面積0.21平方公里，海拔高度173米，2001年人口29，人口密度每平方公里138.76人。